# Клінтон (селище, Вісконсин)
Клінтон (англ. Clinton) — селище (англ. village) в США, в окрузі Рок штату Вісконсин. Населення — 2221 особа (2020).

## Географія
Клінтон розташований за координатами 42°33′26″ пн. ш. 88°52′5″ зх. д. / 42.55722° пн. ш. 88.86806° зх. д. (42.557208, -88.868113).  За даними Бюро перепису населення США в 2010 році селище мало площу 3,63 км², уся площа — суходіл.

## Демографія
Згідно з переписом 2010 року, у селищі мешкали 2154 особи в 801 домогосподарстві у складі 546 родин. Густота населення становила 593 особи/км².  Було 872 помешкання (240/км²).
Расовий склад населення:
| - 92,9 % — білих - 0,6 % — чорних або афроамериканців - 0,3 % — азіатів - 0,1 % — корінних американців - 4,3 % — осіб інших рас |

До двох чи більше рас належало 1,8 %. Частка іспаномовних становила 8,0 % від усіх жителів.
За віковим діапазоном населення розподілялося таким чином: 27,6 % — особи молодші 18 років, 57,4 % — особи у віці 18—64 років, 15,0 % — особи у віці 65 років та старші. Медіана віку мешканця становила 36,6 року. На 100 осіб жіночої статі у селищі припадало 94,1 чоловіків;  на 100 жінок у віці від 18 років та старших — 89,1 чоловіків також старших 18 років.
Середній дохід на одне домашнє господарство  становив 56 361 долар США (медіана — 53 625), а середній дохід на одну сім'ю — 61 138 доларів (медіана — 59 740). Медіана доходів становила 37 273 долари для чоловіків та 30 821 долар для жінок. За межею бідності перебувало 9,8 % осіб, у тому числі 15,8 % дітей у віці до 18 років та 7,1 % осіб у віці 65 років та старших.
Цивільне працевлаштоване населення становило 1103 особи. Основні галузі зайнятості: виробництво — 25,5 %, освіта, охорона здоров'я та соціальна допомога — 16,8 %, мистецтво, розваги та відпочинок — 12,6 %, будівництво — 9,0 %.